# Европско првенство у кошарци 2011 — Група Ф
Група Ф је на Европском првенству у кошарци 2011. своје утакмице играла између 8. и 12. септембра 2011. Све утакмице ове групе су игране у Сименс арени, Вилњус, Литванија.
Група је била састављена од три најбоља тима из група Ц и Д. Четири најбоља тима из ове групе су се пласирала у четвртфинале.

## 8. септембар

### Грузија — Македонија
| 8. септембар 15:30 | Извештај | Грузија                                                             | 63 : 65 | Македонија                     | Сименс арена, Вилњус Гледаоци: 3.000 |  |
| 8. септембар 15:30 | Извештај | Четвртине: 12–13, 14–16, 18–25, 19–11                               |         |                                | Сименс арена, Вилњус Гледаоци: 3.000 |  |
| 8. септембар 15:30 | Извештај | Поени: Цкитишвили 20 Скокови: Цкитишвили 10 Асистенције: Цицандзе 3 |         | Макејлеб 27 Антић 8 Макејлеб 4 | Сименс арена, Вилњус Гледаоци: 3.000 |  |

### Финска — Русија
| 8. септембар 18:00 | Извештај | Финска                                                       | 60 : 79 | Русија                                | Сименс арена, Вилњус Гледаоци: 3.000 |  |
| 8. септембар 18:00 | Извештај | Четвртине: 14–18, 6–15, 18–26, 22–20                         |         |                                       | Сименс арена, Вилњус Гледаоци: 3.000 |  |
| 8. септембар 18:00 | Извештај | Поени: Хаф 14 Скокови: Никила, Коти 7 Асистенције: Муринен 3 |         | Кириленко 14 Хрјапа, Моња 5 Хрјапа 11 | Сименс арена, Вилњус Гледаоци: 3.000 |  |

### Словенија — Грчка
| 8. септембар 21:00 | Извештај | Словенија                                                  | 60 : 69 | Грчка                           | Сименс арена, Вилњус Гледаоци: 6.000 |  |
| 8. септембар 21:00 | Извештај | Четвртине: 13–18, 12–19, 21–7, 14–25                       |         |                                 | Сименс арена, Вилњус Гледаоци: 6.000 |  |
| 8. септембар 21:00 | Извештај | Поени: Лакович 14 Скокови: Бегић 12 Асистенције: Лакович 3 |         | Зисис 19 Коуфос 8 Василеиадис 4 | Сименс арена, Вилњус Гледаоци: 6.000 |  |

## 10. септембар

### Грузија — Финска
| 10. септембар 15:30 | Извештај | Грузија                                                              | 73 : 87 | Финска                         | Сименс арена, Вилњус Гледаоци: 3.000 |  |
| 10. септембар 15:30 | Извештај | Четвртине: 13:22, 20:14, 19:25, 21:26                                |         |                                | Сименс арена, Вилњус Гледаоци: 3.000 |  |
| 10. септембар 15:30 | Извештај | Поени: Саникидзе 16 Скокови: Саникидзе 9 Асистенције: Гамкурелидзе 5 |         | Коивисто 14 Муринен 9 Ранико 6 | Сименс арена, Вилњус Гледаоци: 3.000 |  |

### Македонија — Словенија
| 10. септембар 18:00 | Извештај | Македонија                                                   | 68 : 59 | Словенија                                   | Сименс арена, Вилњус Гледаоци: 5.000 |  |
| 10. септембар 18:00 | Извештај | Четвртине: 20:16, 19:15, 15:11, 14:17                        |         |                                             | Сименс арена, Вилњус Гледаоци: 5.000 |  |
| 10. септембар 18:00 | Извештај | Поени: Макејлеб 19 Скокови: Антић 6 Асистенције: Илијевски 5 |         | Г. Драгић 20 Бегић, З. Драгић 7 Г. Драгић 3 | Сименс арена, Вилњус Гледаоци: 5.000 |  |

### Грчка — Русија
| 10. септембар 21:00 | Извештај | Грчка                                                                | 67 : 83 | Русија                                    | Сименс арена, Вилњус Гледаоци: 5.000 |  |
| 10. септембар 21:00 | Извештај | Четвртине: 16:15, 23:27, 18:23, 10:18                                |         |                                           | Сименс арена, Вилњус Гледаоци: 5.000 |  |
| 10. септембар 21:00 | Извештај | Поени: Куфос 15 Скокови: Фоцис, Папаниколау 4 Асистенције: Бурусис 3 |         | Мозгов 19 Кириленко 8 Кириленко, Хрјапа 5 | Сименс арена, Вилњус Гледаоци: 5.000 |  |

## 12. септембар

### Словенија — Финска
| 12. септембар 15:30 | Извештај | Словенија                                                       | 67 : 60 | Финска                      | Сименс арена, Вилњус Гледаоци: 1.000 |  |
| 12. септембар 15:30 | Извештај | Четвртине: 14–12, 28–16, 12–20, 13–12                           |         |                             | Сименс арена, Вилњус Гледаоци: 1.000 |  |
| 12. септембар 15:30 | Извештај | Поени: Лорбек 14 Скокови: Бегић, Слокар 8 Асистенције: Драгић 4 |         | Копонен 14 Коти 7 Копонен 3 | Сименс арена, Вилњус Гледаоци: 1.000 |  |

### Грчка — Грузија
| 12. септембар 18:00 | Извештај | Грчка                                                        | 73 : 60 | Грузија                                        | Сименс арена, Вилњус Гледаоци: 1.200 |  |
| 12. септембар 18:00 | Извештај | Четвртине: 12–13 , 20–22, 19–12, 22–13                       |         |                                                | Сименс арена, Вилњус Гледаоци: 1.200 |  |
| 12. септембар 18:00 | Извештај | Поени: Василеиадис 15 Скокови: Фоцис 4 Асистенције: Брамос 3 |         | Хејнс, Шенгелија 11 Шермадини 14 Гамкрелидзе 3 | Сименс арена, Вилњус Гледаоци: 1.200 |  |

### Русија — Македонија
| 12. септембар 21:00 | Извештај | Русија                                                   | 63 : 61 | Македонија                   | Сименс арена, Вилњус Гледаоци: 3.500 |  |
| 12. септембар 21:00 | Извештај | Четвртине: 19–20, 18–14, 14–15, 12–12                    |         |                              | Сименс арена, Вилњус Гледаоци: 3.500 |  |
| 12. септембар 21:00 | Извештај | Поени: Швед 14 Скокови: Воронцевич 8 Асистенције: Швед 4 |         | Макејлеб 16 Антић 10 Антић 5 | Сименс арена, Вилњус Гледаоци: 3.500 |  |

## Табела
| Табела групе Ф | ИГ | Д | И | П+  | П-  | Разл. | Бод. |
| -------------- | -- | - | - | --- | --- | ----- | ---- |
| Русија         | 5  | 5 | 0 | 355 | 310 | +45   | 10   |
| Македонија     | 5  | 4 | 1 | 338 | 313 | +25   | 9    |
| Грчка          | 5  | 3 | 2 | 348 | 336 | +12   | 8    |
| Словенија      | 5  | 2 | 3 | 337 | 337 | 0     | 7    |
| Финска         | 5  | 1 | 4 | 338 | 372 | -34   | 6    |
| Грузија        | 5  | 0 | 5 | 329 | 377 | -48   | 5    |